# 哥烈碼頭16號
哥烈碼頭16號（英語：16 Collyer Quay）舊稱日立大廈（Hitachi Tower），是一棟位於新加坡市中心萊佛士坊的摩天大樓，其地址為哥烈碼頭16號。大廈建築高度166米（545英尺），共37層樓，與雪佛龍大廈、真者里、哥烈碼頭20號、Arcade大樓（The Arcade）比鄰，這些所有建築都在哥烈碼頭16號約100公尺遠處。大廈正對紅燈碼頭，可欣賞濱海灣全景，地下並與新加坡地鐵萊佛士坊地鐵站相連。
哥烈碼頭16號頂端有一座13米（43英尺）高的尖塔，這使大廈建築高度從166至179米（545至587英尺）。這是一個999年的租約。
大廈淨出租面積約25,980平方（279,600平方英尺），至2007年12月31日止，大廈承租率達到接近100%，主要承租戶有日立與美國運通。

## 歷史
哥烈碼頭16號由墨菲/揚建築事務所與Architects 61建築設計公司共同設計，並於1992年完工。其他參與開發的公司包括日立、凱德商業信託、Savu投資私人有限公司、凱德集團、大林組、仙台Eversendai工程集團、Steen顧問私人有限公司、PCR工程私人有限公司、里德·漢特利比公司（Rider Hunt Levett & Bailey）等。

### 販售股權
2008年1月16日，凱德集團宣布出售自2000年買進的哥烈碼頭16號50%股權，總價值達4億350萬新加坡元。大廈另外50%股權由新加坡國立大學所擁有，也同樣全部售出。交易完成後，凱德集團預計將獲利1億1101萬新加坡元。
根據凱德集團，該交易案可能改至8億1100萬新加坡元，或是淨出租面積每平方英尺2900新加坡元等價錢。凱德集團同時聲明，該價碼是根據買方與賣方共同意願為基礎。然而，凱德集團沒有透漏買家為何，但根據消息來源，該大廈可能會由與高盛相關的基金購買。在高盛購買鄰近的雪佛龍大廈1年後，哥烈碼頭16號也被高盛收購。
2011年1月，職總英康旗下子公司Savu投資取得高盛手上49%的大廈股權。2013年1月，職總英康旗下子公司Savu投資取得高盛手上剩餘51%的大廈股權，交易量達6億6千萬元，以大廈278,000平方英尺淨出租面積來看，每平方英尺至少2,400元。

## 建築結構
哥烈碼頭16號與33層樓高的雪佛龍大廈由一座四層樓高的玻璃圓頂相連接著。根據市區重建局數據，哥烈碼頭16號與雪佛龍大廈是在同時期設計與計劃的，兩棟大廈採用不同的建築設計，兩種風格相互配合，提高萊佛士坊的城市素質。
哥烈碼頭16號頂樓架設兩層樓高的導航燈塔，市區重建局聲稱此舉重現哥烈碼頭海上歷史。大廈外牆立面分為三部分，大廈外牆垂直到第37層樓後向內收斂，創造出逐漸縮小的效果，大廈向內收斂的高度與其相鄰的哥烈碼頭20號建築高度相匹配。
在城市方面，哥烈碼頭16號與雪佛龍大廈在建設上重視行人與城市兩項要素。銀行大廳被移到較高的樓層，1樓空間以零售商場與真者里相連，行人可徒步在這充滿活力的步道空間前往萊佛士坊與哥烈碼頭。